# Sedum bergeri
Sedum bergeri là một loài thực vật có hoa trong họ Crassulaceae. Loài này được Raym.-Hamet miêu tả khoa học đầu tiên năm 1909.